# プレテルニツァ
プレテルニツァ（クロアチア語: Pleternica）はクロアチア、ポジェガ＝スラヴォニア郡の都市および基礎自治体で、2011年の国勢調査による人口は基礎自治体全体で11,286人、プレテルニツァ市街が3,443人である。

## 地勢
プレテルニツァは標高は153mでポジェガの南東12kmにあるポジェガ峡谷（požeška kotlina）に位置し、ロンジャ川（Londža）がオルリャヴァ川（Orljava）に合流する地点で、ポジェシュカ山（Požeška Gora）の麓に位置する。鉄道の分岐点がある他、道路の交点でもあり近年の観光客の増加により交通量も増えている。

## 歴史
最初にこの地が言及されたのは1270年でスヴェティ・ニコラ（Sveti Nikola ,ミラのニコラオス）の名称であった。現在の名称であるプレテルニツァで最初に言及されたのは1427年のことである。1536年から1690年にかけての154年間はオスマン帝国によって支配されていた。ハプスブルク支配に変わって以降の1779年にプレテルニツァ初の学校が設立され、1894年には鉄道が開通する。

## みどころ
伝統的なフォルクローレのイベントがプレテルニツァでは開かれる他、ロンジャ川やオルリャヴァ川では釣りを楽しめることが出来る。また、オルリャヴァ川の滝は散策には良い目的地でもある。

## 地区
Ašikovci, Bilice, Blacko, Brđani, Bresnica, Brodski Drenovac, Bučje, Buk, Bzenica, Ćosinac, Frkljevci, Gradac, Kadanovci, Kalinić, Knežci, Komorica, Koprivnica, Kuzmica, Lakušija, Mali Bilač, Mihaljevići, Novoselci, Pleternica, Pleternički Mihaljevci, Poloje, Ratkovica, Resnik, Sesvete, Srednje Selo, Sulkovci, Svilna, Trapari, Tulnik, Vesela, Viškovci, Vrčin Dol, Zagrađe,Zarilac.